# Haus Fey

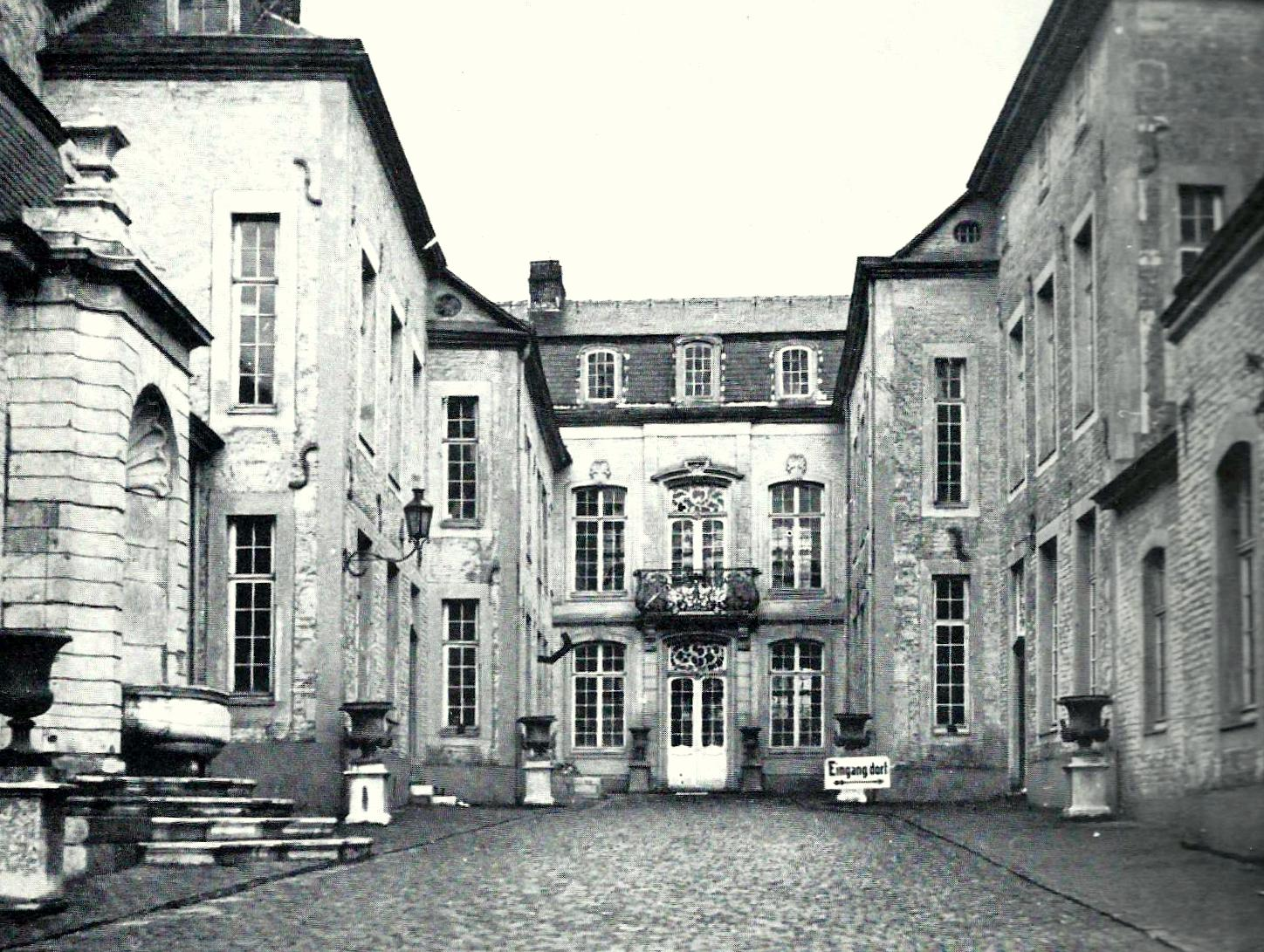
Haus Fey – Aachen, mit Couvenwandbrunnen, um 1900

Haus Fey war ein vornehmes Bürgerhaus in Aachen. 1929 wurde darin das erste Couven-Museum eröffnet. Im Zweiten Weltkrieg wurde das Haus vollständig zerstört.

## Lage
Das Haus Fey lag am Seilgraben 34 und damit an dem Straßenring, der sich um die innere Stadtmauer herumzog. Dort floss auch der Johannisbach auf seinem Weg von der Neupforte zur Hotmannspief vorbei.

## Geschichte

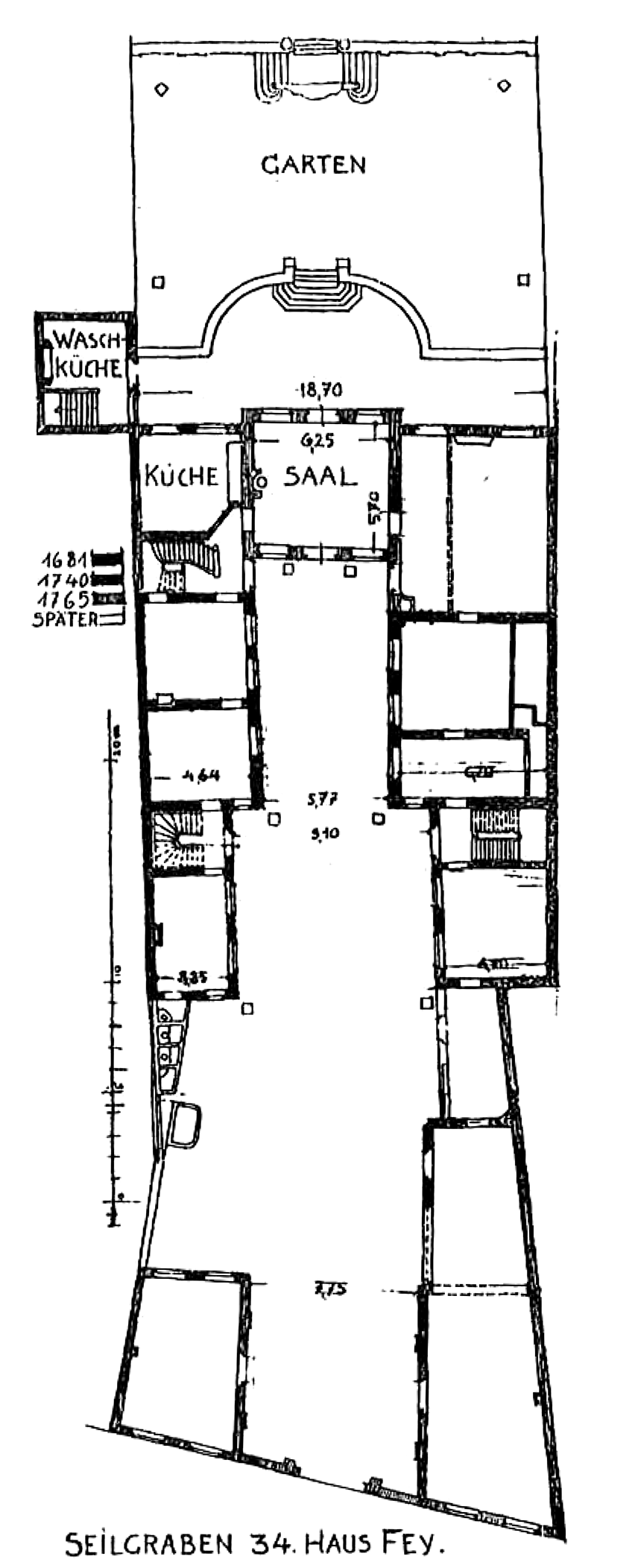
Grundriss

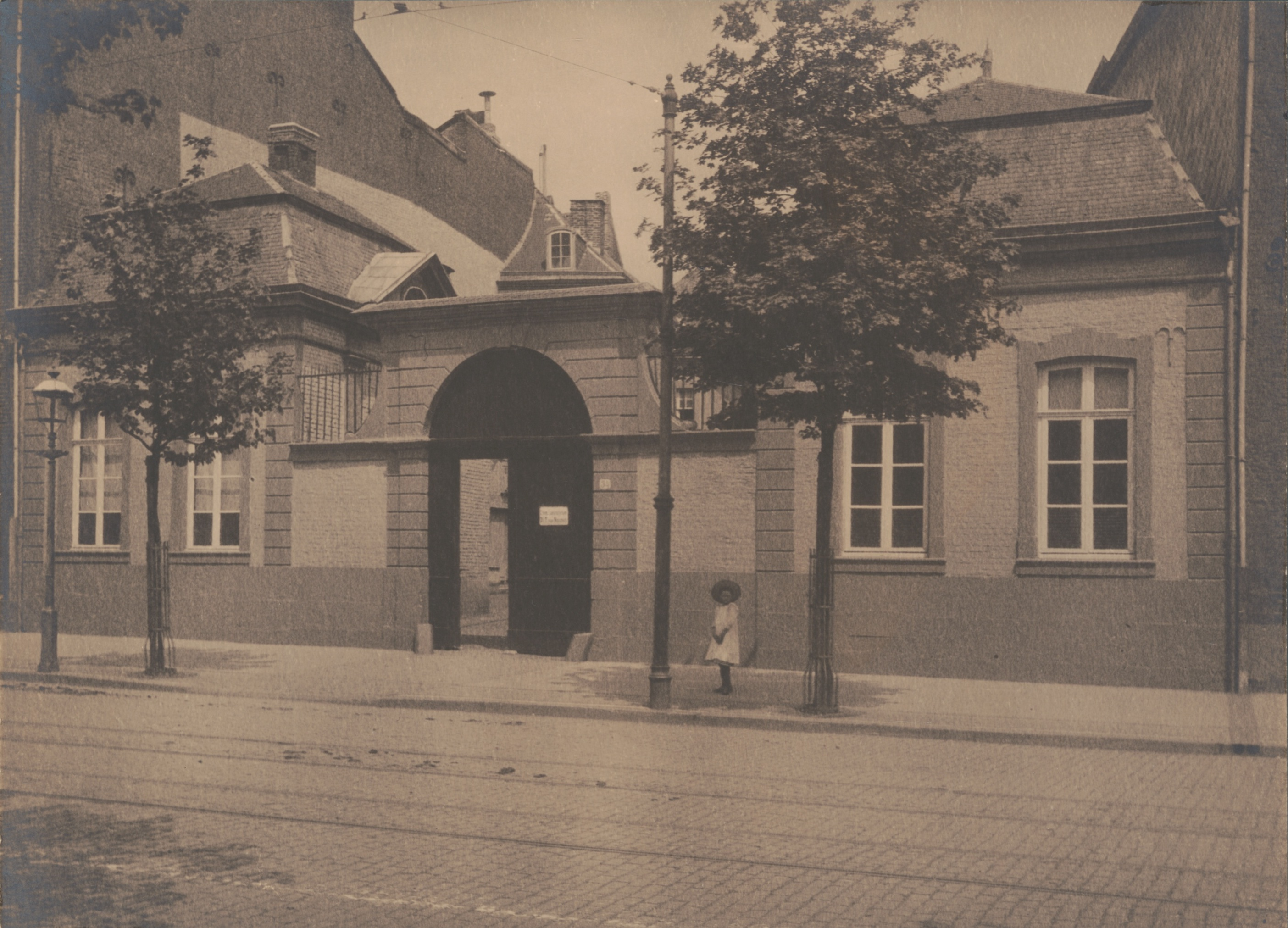
Eingangsbereich mit Couvenpavillons

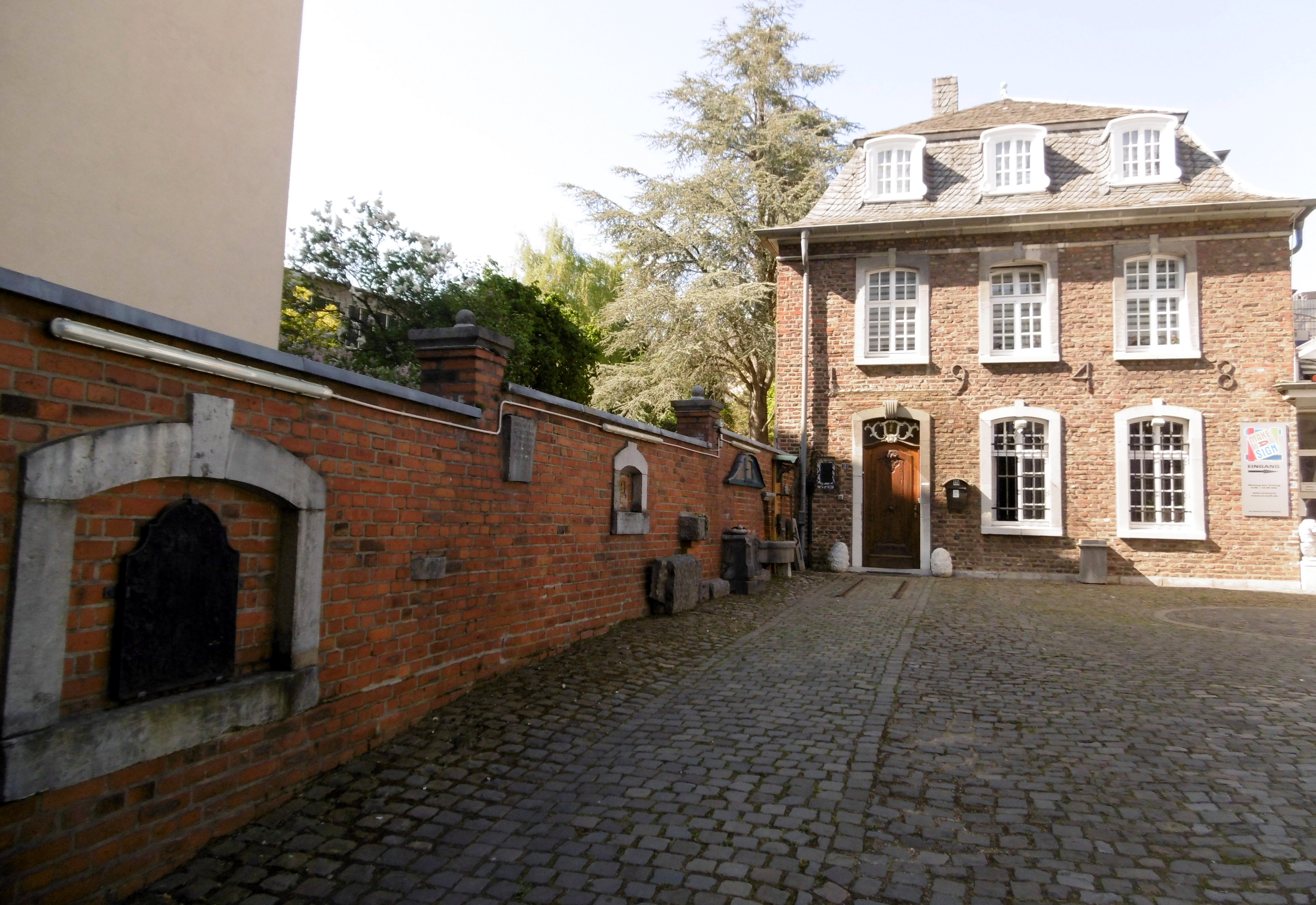
Nachbarhaus Seilgraben 32, erbaut 1949 im Couvenstil mit translozierten Gebäudeteilen von Haus Fey, Grundstücksmauer und Gedenktafeln

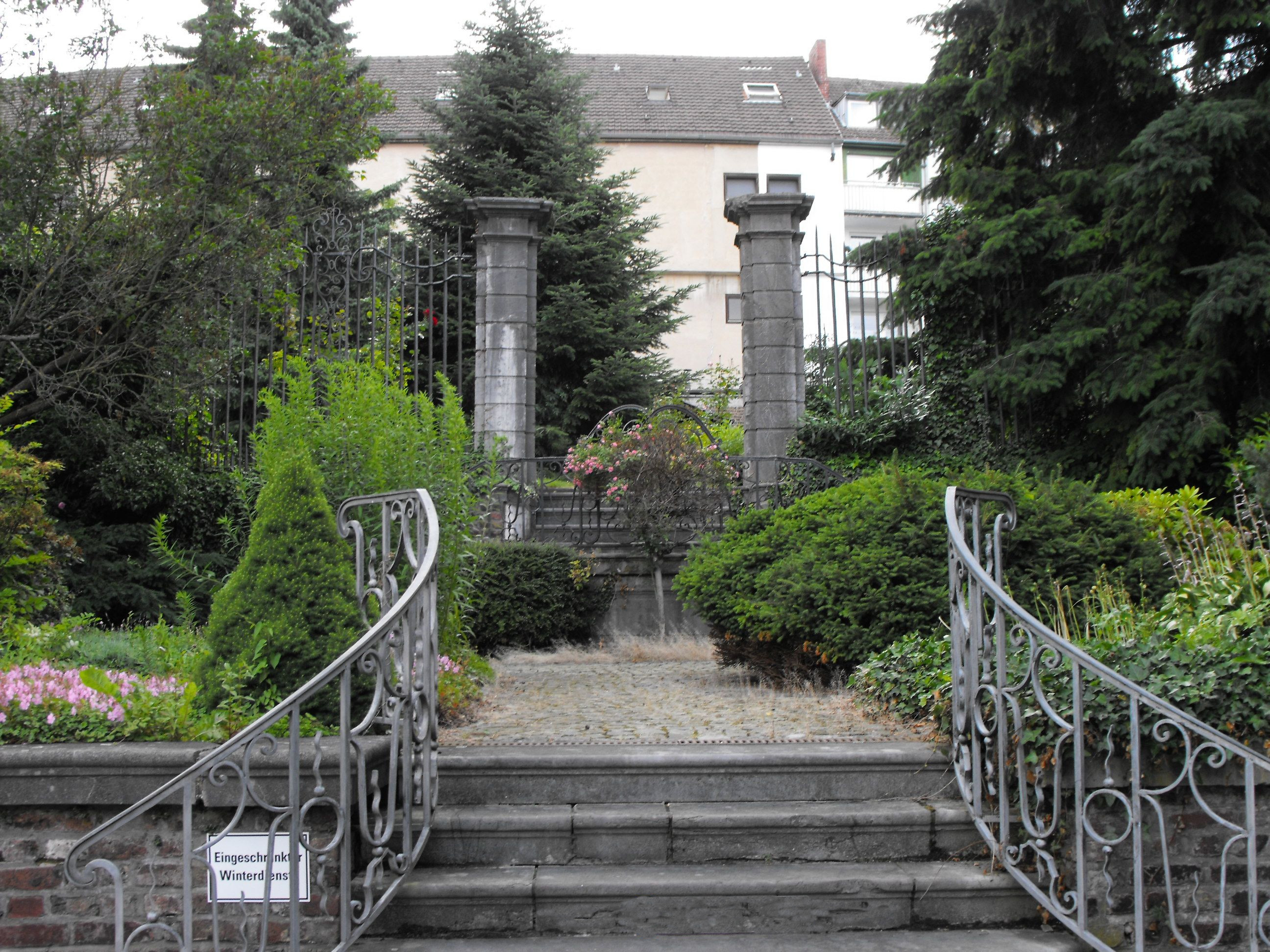
Reste der Gartentreppenanlage von Haus Fey

Das Haus Fey entstand nach dem großen Stadtbrand von Aachen, der 1656 einen Großteil der Stadt vernichtet hatte. Die ältesten Bauteile stammen aus dem Jahr 1681. Sie bildeten bei dem späteren Haus die zwei hinteren Flügelbauten. Der Aachener Bürgermeister Alexander Theodor von Oliva, der seit 1726 in dem benachbarten Haus Pley (heute Seilgraben 32) wohnte, erwarb das Grundstück, verkaufte es aber 1735 wieder an den Kaufmann Michel François Grand Ry. Dieser ließ 1740 den linken Flügel durch einen etwas zurückgesetzten Anbau verlängern. Im Rahmen dieser Umbaumaßnahmen entwarf Johann Joseph Couven zwei schmucke Pavillons beiderseits des Straßentors, von denen der rechte noch erhalten ist. In dem Pavillon links vom Tor lag der Saal der Alexanderschlachten, so genannt nach den dieses Thema darstellenden Wandbildern von Johann Chrysanth Bollenrath, der rechte Pavillon diente als Magazin. Grand Ry's Witwe verkaufte das Anwesen 1765 an den Kaufmann Andreas Ludwigs und seine Frau Constantia, geb. Becker, die dem Haus von 1765 bis 1767 durch Jakob Couven seine endgültige Form geben ließen. Couven verband dabei die beiden bestehenden Bauten durch einen Mittelbau und schuf damit eine schlossähnliche Dreiflügelanlage vom Typ des französischen Hôtel particulier mit einem Ehrenhof. An der Straße schloss er das Grundstück durch eine Mauer mit Torbogen und zwei flankierende Pavillons ab. In dem zum Lousberg hin ansteigenden Garten legte er Treppen und Terrassen an und baute am Ende ein Gartenhaus.
Durch die Heirat der einzigen Tochter von Andreas und Constantia Ludwigs, Helena, mit dem Eupener Tuchfabrikanten Peter Fey ging das Haus 1777 in den Besitz der Familie Fey über, nach der es später genannt wurde. Aus dieser Familie stammt u. a. die Ordensgründerin Clara Fey, eine Enkelin von Peter und Helena Fey. 1925 verkaufte der durch die Inflation verarmte Ignaz Fey das Haus an die Stadt Aachen, wohnte jedoch bis zu seinem Tod weiter im linken Flügel des Hauses. Bei der Anlage der Rochusstraße war der Garten verkürzt worden, wodurch Haus Fey das Gartenhaus verloren ging. 1927 wurde das Gartenhaus Nuellens, das vorher im Hof des Hotel Nuellen am Friedrich-Wilhelm-Platz gegenüber dem Elisenbrunnen gestanden hatte, in den verbliebenen Teil des Gartens transloziert. 1928 wurde der Wandbrunnen aus dem Wespienhaus im Ehrenhof von Haus Fey aufgestellt.
Felix Kuetgens richtete in dem Haus ein Museum der Wohnkultur des 18. und frühen 19. Jahrhunderts ein, das erste Couven-Museum, das am 1. Juli 1929 eröffnet wurde. Zunächst umfasste es nur den Mittelbau und den rechten Seitenflügel, nach dem Tod von Ignaz Fey 1935 wurde es auf das ganze Haus ausgeweitet. Ab 1929 malte August von Brandis die Interieure des Hauses Fey im impressionistischen Stil, darunter das Biedermeier-Zimmer.
Am 14. Juli 1943 brannte Haus Fey nach einem Bombenangriff vollständig aus. Dabei wurde ein Großteil der Einrichtung des Couven-Museums vernichtet. Die noch stehenden Reste des Hauses wurden am 11. April 1944 bei einem weiteren Bombenangriff dem Erdboden gleichgemacht. Dennoch konnten viele Bauteile gerettet und 1949 in das im Couvenstil erbaute Nachbarhaus Seilgraben 32 transloziert werden. Ebenso sind Reste eines Torhäuschens und des schmiedeeisernen Eingangstores erhalten sowie im Garten von Seilgraben 34 weitere Gitteranlagen und Reste der Gartentreppe.
Das Couven-Museum wurde 1958 im Haus Monheim neu eröffnet. Das Gartenhaus Nuellens wurde zunächst konserviert und 1961 im Kurpark Burtscheid wieder aufgebaut.

## Gebäude
Das Grundstück von Haus Fey war sehr lang und schmal, und das Haus passte sich an diese Gegebenheit an. So war der Mittelbau nur drei Fensterachsen breit, die Seitenflügel waren dagegen sehr lang. Die meisten Räume bekamen nur von der Hofseite aus Licht, nur die Säle im Mittelbau und die benachbarten Säle im rechten Seitenflügel hatten Fenster zum Garten und zum Hof.
Eine ausführliche Beschreibung der Räumlichkeiten findet sich unter Couven-Museum#Haus Fey.